# Tärendöälven
Tärendöälven – rzeka w Norrbotten w Szwecji. Tärendö jest drugą pod względem wielkości bifurkacją na świecie. Wypływa z rzeki Torne w pobliżu wsi Junosuando w gminie Pajala, zabierając ponad 50% objętości rzeki. Płynie przez 52 km na południowy wschód. Uchodzi do Kalixälven w pobliżu miejscowości Tärendö.
Dopływami Tärendöälven są  Meras, Leppä, Saitta i Jukkas River (lewe) oraz Kari (prawy).